# فورت برگ (کالیفرنیا)
فورت برگ (به انگلیسی: Fort Bragg) شهری در شهرستان مندوسینو ایالت کالیفرنیا است که در سرشماری سال ۲۰۱۰ میلادی، ۷۲۷۳ نفر جمعیت داشته است.